# Бодуэн (король Бельгии)
Бодуэ́н (нидерл. Boudewijn, фр. Baudouin, полное имя — Бодуэн Альберт Шарль Леопольд Аксель Мария Густав; 7 сентября 1930, замок Стюйвенберг — 31 июля 1993, Мотриль, Испания) — король Бельгии (официальный титул — король бельгийцев) с 17 июля 1951 (после отречения отца Леопольда III) и до своей смерти 31 июля 1993 года.

## Биография
Старший сын Леопольда III и Астрид Шведской.
В школьные годы жил в Швейцарии, где учился в частной школе Institut Le Rosey. Ввиду своей крайней непопулярности из-за действий в ходе Второй мировой войны отец Бодуэна, Леопольд III, отрёкся от престола, передав трон своему 20-летнему сыну.
Наряду с Хуаном Карлосом I Бодуэн был одним из самых политически активных конституционных монархов второй половины XX века, поддержав реформу, приведшую к федерализации Бельгии и образованию фламандской и валлонской автономий. В 1990 году, когда парламент принял закон, разрешающий аборты, Бодуэн по религиозным (и, вероятно, личным: у него не было детей) причинам отказался брать на себя ответственность за закон; он попросил на два дня приостановить свои полномочия, и действовавшее в качестве регента правительство подписало акт.
С 1960 года был женат на испанке Фабиоле де Мора и Арагон (королева Фабиола). Их брак оказался бездетным: ни одна из пяти беременностей королевы не завершилась удачно. Отказывался носить корону даже по торжественным случаям. Преемником Бодуэна стал его младший брат Альберт II.
Умер 31 июля 1993 года от сердечного приступа, во время отпуска на вилле Астрида в Мотриле, на юге Испании.

## Память
В честь Бодуэна назван самый большой стадион Бельгии — Стадион короля Бодуэна.

## Участие в убийстве Патриса Лумумбы
Точные обстоятельства смерти Патриса Эмери Лумумбы были долгое время неизвестны широкой общественности. Сын политика Франсуа подал запрос в Бельгию с целью выяснения обстоятельств смерти своего отца. Спустя 41 год после убийства специальная комиссия бельгийского парламента восстановила события, сопутствовавшие смерти Патриса Лумумбы.
В заключительном отчёте комиссия пришла к выводу, что король Бельгии Бодуэн знал о планах убийства Лумумбы. Также было установлено, что бельгийское правительство оказывало транспортную, финансовую и военную помощь силам, враждебно относившимся к Лумумбе. Большая часть вины была приписана непосредственно королю Бодуэну, который проводил свою собственную колониальную политику «в обход политических институтов страны», которые, впрочем, существовали лишь номинально и не являлись аналогами политических институтов ни Запада, ни СССР.